# 进步工农联盟
进步工农联盟（荷蘭語：Progressieve Arbeiders- en Landbouwersunie）是苏里南一个社会主义政党，党员以知识分子为主。该党曾信仰马列主义，认为辩证唯物主义是唯一正确的世界观，主张依靠工人和农民在苏里南建立社会主义制度。该党在1980年军事政变中积极支持军人专政，1983年该党执行委员会的埃罗尔·阿利布克斯根据军队的要求组建政府，并出任总理兼外交部长和总务部长。1985年进步工农联盟是发生分裂，虽此后多次参加大选，但影响甚微。1996年大选加入民族民主同盟，获胜后成为执政党之一。2000年大选虽加入了千禧联盟，但以失败告终。该党现有党员1000余人，有一个40人的中央委员会和13人的书记处，现任主席为伊万·克罗利斯。